# Так, Саван Кумар
Саван Кумар Так (хинди सावन कुमार टाक; 9 августа 1936, Джайпур, Британская Индия — 25 августа 2022, Мумбаи) — индийский кинорежиссёр
, кинопродюсер, сценарист и поэт-песенник.

## Биография
Родился 9 августа 1936 года в Джайпуре.
Саван с детства хотел стать актёром. Чтобы воплотить свою мечту, он как-то украл у матери 45 рупий и уехал в Калькутту. Там он встретил Сатьяджита Рая и начал задумываться о карьере режиссёра. В 1965 году он приехал в Бомбей и стал обходить офисы режиссёров и продюсеров в надежде найти работу, но это не принесло никакого результата. Тогда он решил выпустить фильм самому и обратился к сестре с просьбой одолжить ему денег на съёмки. В итоге его зять дал ему около 30 тысяч рупий. В этого же время Саван стал свидетелем реакции людей на известие о смерти Джавахарлала Неру и написал сценарий о ребёнке-сироте, который считал себя родственником премьер-министра. История получила название Naunihal. Так стал продюсером фильма, а режиссёрское кресло доверил Раджу Марбросу. На главную роль он пригласил дебютанта Харибхая Джаривалу, заметив его в театре, где тот подменял более известного актёра. Он также предложил ему сниматься под именем Санджив Кумар. После выхода фильм получил упоминание на Национальной кинопремии.
Воодушевленный похвалой критиков, Так предложил сняться в следующем фильме ведущей актрисе тех лет Мине Кумари. Когда она согласилась принять участие в Gomti Ke Kinare, он спросил кого бы она хотела видеть режиссёром, и актриса предложила ему самому поставить фильм. Поскольку в это время Кумари уже была тяжело больна, съёмки часто прерывались. Однако она настаивала на том, чтобы продолжать снимать, не взирая на её состояние, и, по слухам, продала часть своей недвижимости, чтобы вложиться в производство, когда у режиссёра кончились средства. Однако её болезнь отразилась на качестве картины. Фильм вышел на экраны в 1972 году, уже после смерти актрисы, и провалился в прокате.
Коммерческий успех пришел у Таку только в 1974 году после выхода фильма «Сознание», в котором он выступил не только как режиссёр, сценарист и продюсер, но и автор текстов песен. В этом же фильме он впервые сотрудничал с композитором Ушей Кханна. Написанная ими песня «Teri Galiyon Mein Na Rakhenge Qadam» стала чрезвычайно популярной. Впоследствии Так работал с Кханной одиннадцати фильмах. Они поженились и прожили вместе семь лет, прежде чем расстаться.
Его следующий фильм «Что теперь будет» (1977) имел умеренный коммерческий успех. В дальнейшем, несмотря на то, что в конце 1970-х на пике популярности были боевики с участием Амитабха Баччана, режиссёр сосредоточился на производстве фильмов, где в центре повествования стояла женщина. Такими были его следующие «Любовь, которая не умерла» (1978) и «Любовница мужа». Первый из них не сходил с экранов кинотеатров в течение 25 недель. 
В начале 1980-х к режиссёру обратился Раджеш Кханна, которому перестали предлагать новые роли. Так снял его в драме «Вторая жена» (1983) с Тиной Муним и Падмини Колхапуре, показавшей новый взгляд на историю с «другой женщиной», которую до этого изображали исключительно коварной разлучницей. За тексты песен «Zindagi Pyar Ka Geet Hai» и «Shayad Meri Shaadi», прозвучавших в фильме, Так был номинирован на Filmfare Award за лучшие слова к песне для фильма. Сам фильм также имел успех в кассе, а между Кханной и Муним вспыхнул роман. Режиссёр хотел использовать их взаимные чувства, когда решил снимать Souten Ki Beti (1989), однако к тому времени пара была на грани расставания, и пришлось заменить их Джитендрой и Рекхой.
Занимаясь производством мелодрамы «Обманутый возлюбленный», Так взял на главную роль едва начавшего карьеру в кино Салмана Хана. Тем не менее фильм стал самым большим хитом в карьере режиссёра. Однако, когда он анонсировал свой следующий фильм Khal-Naaikaa (1993), ремейк «Рука, качающая колыбель» с Ану Агарвал, Субхаш Гхай обвинил режиссёра в попытке нажиться на успехе его фильма Khal Nayak. Повторить успех «Обманутого возлюбленного» так и не удалось, хотя Так сотрудничал с Салманом Ханом ещё дважды, в фильмах «Луноликая» (1994) и «Предсказание» (2006). «Предсказание» стало его последней режиссёрской работой.
Режиссёр скончался в результате сердечной недостаточности 25 августа 2022 года в больнице Мумбаи в возрасте 86 лет.